# Louise Hay
Louise L. Hay (Los Angeles, 8 ottobre 1926 – Los Angeles, 30 agosto 2017) è stata una scrittrice e editrice statunitense, autrice di numerosi libri di auto-aiuto, tra i quali il celebre Puoi guarire la tua vita, pubblicato per la prima volta nel 1984 e oggi considerato uno dei testi fondamentali del pensiero positivo.

## Biografia
Louise Hay raccontò in dettaglio la sua vita in un'intervista a Mark Oppenheimer del New York Times nel maggio del 2008, come già aveva accennato in un capitolo del suo best seller Puoi guarire la tua vita; una vita difficile, segnata da un patrigno violento e da uno stupro subito da parte di un vicino di casa quando aveva solo cinque anni. A 15 anni abbandonò la scuola e rimase incinta: non potendo prendersene cura adeguatamente dette la figlia in adozione. Si trasferì quindi a Chicago, dove svolse una serie di lavori umili e frequentò vari ragazzi e uomini che la maltrattavano, fino al 1950, quando si stabilì a New York. In questa città Louise cambiò nome e iniziò a lavorare con successo come indossatrice nell'alta moda. Nel 1954 sposò un ricco uomo d'affari britannico ma dopo 14 anni di matrimonio venne lasciata per un'altra donna, avvenimento che devastò Louise interiormente ma che risultò anche essere la molla per una grande trasformazione interiore. Fu infatti allora che Louise iniziò a frequentare la First Church of Religious Science di New York, rimanendo colpita dai suoi insegnamenti circa il potere di trasformazione insito nella mente. 
Louise si dedicò quindi a studiare le opere di autori come Florence Scovel Shinn, la quale affermava che il pensiero positivo potesse cambiare le circostanze materiali di chi lo pratica, ed Ernest Holmes, fondatore del movimento della Scienza religiosa, il quale sosteneva che il pensiero positivo fosse in grando di guarire le malattie del corpo. Nel 1970 ottenne la licenza per diventare ministro della chiesa: iniziò dunque a guidare le persone nella pratica delle "affermazioni positive" come mezzo per curare le malattie, tenendo seminari e conferenze, oltre a studiare la meditazione trascendentale.
Nel 1977 o nel 1978 (lei stessa non ricordava esattamente in quale anno) a Louise sarebbe stato diagnosticato un cancro all'utero a seguito del quale, dopo un esame interiore, giunse alla conclusione che questa malattia sia stata una diretta conseguenza della sua incapacità di abbandonare il risentimento che aveva covato dentro di lei per le sofferenze provate nella sua infanzia. Rifiutò le cure mediche convenzionali basandosi su un regime di cura fatto di affermazioni positive per il perdono e l'abbandono del risentimento, sulla nutrizione naturale, la riflessologia e i clisteri. Dichiarò in seguito di essersi liberata dal cancro proprio mediante questo metodo, anche se nessun medico ha mai potuto confermare la sua storia, che lei giurava essere vera.
A seguito di questa esperienza, nel 1976 uscì la prima opera di Louise, il libretto Guarisci il tuo corpo, contenente un elenco di malattie fisiche per ciascuna delle quali vengono esposte le probabili cause che risiedono nei nostri schemi mentali sbagliati e le affermazioni per correggere tali schemi in positivo. Il contenuto dell'opera sarà ripreso e largamente ampliato nel celebre libro del 1984 Puoi guarire la tua vita, il cui successo duraturo nel tempo ne ha fatto un vero e proprio classico del pensiero positivo: è stato infatti tradotto in oltre 30 lingue e ne sono state vendute oltre 35 milioni di copie in tutto il mondo.
Negli stessi anni Louise si dedicò in particolare al sostegno di persone sieropositive o affette da AIDS, raccogliendole inizialmente nel salotto della sua casa fino ad arrivare a tenere discorsi davanti a centinaia di persone in grandi sale per conferenze. Testimonianza dell'impegno profuso dalla Hay nel campo dell'applicazione del pensiero positivo da parte delle persone malate di AIDS è il libro L'amore senza condizioni, dedicato interamente all'argomento.
Grazie all'enorme successo di Puoi guarire la tua vita Louise Hay poté fondare nel 1987 una propria casa editrice, la Hay House, la quale pubblica anche libri di altri autori su pensiero positivo, spiritualità e argomenti affini. Louise Hay fu inoltre fondatrice dell'organizzazione di beneficenza Hay Foundation, creata nel 1985.
Morì il 30 agosto 2017 a Los Angeles, un mese e nove giorni prima di compiere 91 anni.

## Libri di Louise Hay pubblicati in lingua italiana
- I pensieri del cuore (Armenia, 1991)
- Il potere è in te (Armenia, 1992)
- Guarisci il tuo corpo (Armenia, 1993)
- Puoi guarire la tua vita (Armenia, 1994)
- Ama te stesso (Armenia, 1994)
- Meditazioni per guarire la tua vita (Armenia, 1995)
- Ama il tuo corpo (Armenia, 1996)
- Vivere (Armenia, 1997)
- Il valore delle donne (Armenia, 1998)
- L'amore senza condizioni (Armenia, 1999)
- Il potere della riconoscenza (Armenia, 1999)
- Louise risponde (Armenia, 2000, ristampato nel 2002 da Eco)
- Pensa in positivo (Armenia, 2005)
- Storie vere di gente vera (Armenia, 2008)
- Adesso (Armenia, 2009)
- Miracoli ai giorni nostri (Edizioni My Life, 2011)
- Puoi guarire il tuo cuore (Con David Kessler, 2014)

## DVD in lingua italiana
- Puoi guarire la tua vita. Il film. (Macrovideo, 2008)
- Risveglia la nuova vita che è in te (Edizioni My Life, 2011)

## CD in lingua italiana
- Guarisci la tua vita! (Edizioni My Life, 2010)